# مارك جيفرسون
مارك جيفرسون (28 يونيو 1976 - ) (بالإنجليزية: Mark Jefferson)‏ هو لاعب كريكت نيوزلندي.